# Пиниця Петро Іванович
Пиниця Петро Іванович (* 5 листопада 1939, м. Городня, Чернігівська область — † 2 травня 1999) — поет, лауреат міжнародних премій.

## Біографія
Народився Пиниця Петро Іванович 5 листопада 1939 року у містечку Городня, Чернігівської області.
1957 році — поїхав на будівництво каналу Сіверський Донець — Донбас.
Проходив строкову службу на атомному підводному човні Тихоокеанського флоту, де отримав смертельну дозу радіації, беручи участь у ліквідації аварії. Вижив завдяки лікуванню за кордоном, де йому була зроблена пересадка кісткового мозку. 
Працював на будівництві Братської ГЕС.
Закінчив Літературний інститут імені М. Горького. Дипломною роботою при закінченні Літературного інституту стала збірка віршів «Передчуття».
2 травня 1999 року — помер поет Пиниця Петро Іванович, похований у містечку Городня.

## Твори
- «Забава»
- «Ветеран»
- «Городняночка»
- «Предчувствие»
- «Брезентоград»
- «Колобок»

## Фільм
- http://ch.ua/main/citi-general/7395-petro-pinicya-povernuvsya-razom-z-knigoyu.html [Архівовано 5 березня 2016 у Wayback Machine.]

## Вшанування пам'яті
Посмертно відзначений:
- Міжнародною літературною премією «Сад божественних пісень» імені Григорія Сковороди (2009)[3].
- Міжнародною літературною премією імені Миколи Гоголя «Тріумф» (2009)[4].
- Міжнародною літературно-мистецькою премією імені Пантелеймона Куліша (2016).[5]
- Міжнародною літературно-мистецькою академією України відзначений медаллю «Івана Мазепи» (2017).[6]